# Abraxas metabasis
Abraxas metabasis là một loài bướm đêm trong họ Geometridae.